# Frederica Sagor Maas
Frederica Alexandrina Sagor, coniugata Maas (New York, 6 luglio 1900 – La Mesa, 5 gennaio 2012), è stata una sceneggiatrice e supercentenaria statunitense.
È vissuta fino all'età supercentenaria di 111 anni e 183 giorni.

## Biografia
Nata a New York da Arnold e Agnessa Zagorsky, due emigrati russi di origine ebraica, dopo gli studi di giornalismo alla Columbia University venne assunta presso il New York Times e il New York Globe come assistente di un editore della Universal Pictures. Quattro anni più tardi si trasferì a Los Angeles per diventare sceneggiatrice ed editrice, in primo luogo per la Preferred Pictures, quindi per la Metro-Goldwyn-Mayer, e più tardi per la Fox e Paramount Pictures.
Nel 1925 collaborò alla pellicola The Plastic Age con Clara Bow. Più tardi lavorò con celebri star del cinema muto tra le quali Greta Garbo, John Gilbert, Emil Jannings, Barbara Kent. Fu una buona amica di Norma Shearer anche se il loro rapporto s'inasprì al matrimonio dell'attrice con Irving Thalberg che la Maas aveva sempre ben visto. Nel 1927 sposò lo sceneggiatore Ernest Maas, suo marito fino alla sua morte nel 1986, a 94 anni. La coppia non ebbe figli.
Tra il 1938 e il 1950 i coniugi Maas scrissero sceneggiature su sceneggiature. Furono per lo più swell fish (letteralmente pesci gonfiati) per indicare quei lavori che restano in fase di bozza senza vedere una sistemazione definitiva. Nel 1947 la Maas scrisse la sua sceneggiatura definitiva, quella su un film intitolato The Shocking Miss Pilgrim, pellicola ambientata in un contesto femministico del tardo XIX secolo.

Negli anni successivi, con suo marito Ernest Maas, lottò contro la caccia alle streghe durante il periodo del maccartismo, e fu interrogata dall'FBI per sospetti di pubblicazioni comuniste. Scrisse di sé l'autrice:
Nel 1999, a 99 anni, pubblicò la sua autobiografia. Nel luglio 2009 festeggiò i suoi 109 anni. L'11 settembre dello stesso anno, con la morte della recordista mondiale Gertrude Baines, divenne la più longeva donna vivente in California. Il 6 luglio 2010 compì 110 anni, diventando quindi supercentenaria. Morì a 111 anni nel centro per anziani Country Villa di La Mesa in California il 5 gennaio 2012.

## Filmografia
- The Goose Woman, regia di Clarence Brown - non accreditata (1925)
- La sua segretaria (His Secretary), regia di Hobart Henley - non accreditata (1925)
- The Plastic Age, regia di Wesley Ruggles (1925)
- Dance Madness, regia di Robert Z. Leonard (1926)
- Sesso... che non tramonta (The Waning Sex), regia di Robert Z. Leonard - sceneggiatrice, non accreditata (1926)
- That Model From Paris, regia di Louis J. Gasnier (1926)
- La carne e il diavolo (Flesh and the Devil), regia di Clarence Brown - (non accreditata) (1926)
- The First Night, regia di Richard Thorpe - (sceneggiatura) (1927)
- Cosetta (It), regia di Clarence G. Badger, Josef von Sternberg (non accreditato) - (non accreditata) (1927)
- Rolled Stockings, regia di Richard Rosson - storia (1927)
- Nel gorgo del peccato, regia di Victor Fleming - (sceneggiatura, non accreditata) (1927)
- Hula, regia di Victor Fleming - non accreditata (1927)
- Silk Legs, regia di Arthur Rosson (1927)
- Quello che donna vuole... (Red Hair), regia di Clarence G. Badger - non accreditata (1928)
- The Farmer's Daughter, regia di Arthur Rosson (1928)
- Piernas de seda, regia di John Boland, Enrique de Rosas, Miguel de Zárraga - (sceneggiatura) (1935)
- The Shocking Miss Pilgrim, regia di George Seaton, Edmund Goulding, John M. Stahl - sceneggiatura (1947)